# ドゥアルヌネ
ドゥアルヌネ（Douarnenez）は、フランス、ブルターニュ地域圏、フィニステール県のコミューン。
時代の経過とともにイワシの回游に移り変わりがあり、漁業の多様化が進んでも、ドゥアルヌネはいまだイワシ漁の主要港であるという評判をなくしていない。1970年代後半から1980年代まで漁港として繁栄したが、その後急激に衰退した。漁業活動はいまや限界に達しているが多くの漁船が入る港である。トレブールおよびポール・リュといったフィニステール県有数のマリーナも抱えている。
住民は自らをドゥアルヌニストと呼ぶが、周辺コミューン住民はペン・サルダン（Penn Sardin、ペンとは頭を意味する）と呼ぶ。これはドゥアルヌネの女性が民族衣装を身にまとうとき頭につけるコワフがイワシの頭に似ていることからついた名称である。
1945年以降、ドゥアルヌネは近接するプロアレ、プルダヴィド、トレブールといったコミューンを併合している。

## 地理
カンペールの北西25kmほど、ドゥアルヌネ湾の奥に位置する。海岸から50m沖合には、干潮時には徒歩で行ける小島、トリスタン島が浮かぶ。1541年にドゥアルヌネとなる以前、港はサン＝ミシェル集落、その後1520年にはトリスタン島のまちと呼ばれていた。

## 歴史

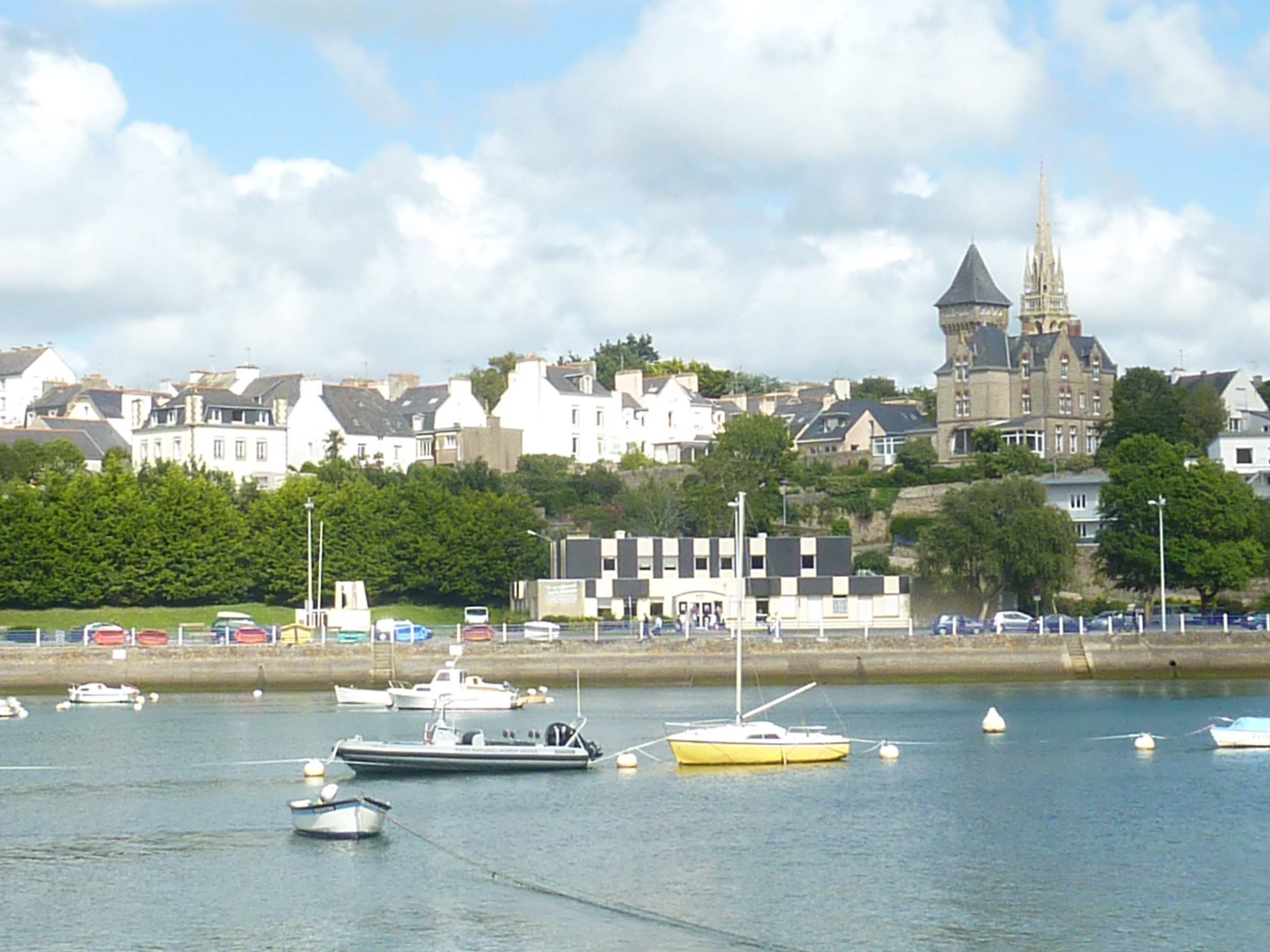
旧市街とサン＝ミシェル教会

プロマールにあるガルムの貯蔵タンクの存在が、古代よりこの地があったことの証明となる。プロマールのガルムは、魚醤のような調味料で、紀元1世紀から276年までの間に作られていた。このあとに続く年月、北欧の海賊の襲撃によってブルターニュ西海岸のアルモリカ地方は荒れ果てた。最古のドゥアルヌネはローマ人にも知られていた。カイウス・ウァレニウス・ウァルス（Caius Varénius Varus）は、おそらくガリア・ナルボネンシスから来たのだろう。彼の名前はカンペールにある県立ブルトン博物館所蔵の奉納石碑に刻まれている。ロクロナン産の布地が輸出されたのがプールダヴィドだった。プールダヴィドの名は様々な方法で記されており、中世の多くの海図に記されている。そこにはいくつかの建物があったことを示している。
イス伝説によると、神の罰として海に飲み込まれる前のイスは繁栄した湾のまちであった。12世紀に成立したこの伝説は、歴史上の人物に基づき、スカンジナビア人襲来前の1000年前後の地方を舞台に、コルヌアイユの古い神話を再構築したものである。
12世紀初頭、コルヌアイユ司教ロベールは、トゥールのマルムーティエ修道院にテュテュアン島を寄贈した。この島は古い時代のトリスタン島を意味する。テュテュアンとは聖テュディを指し、町の名の起源とされる。一般的な説明として、ドゥアルヌネはブルトン語douar an enez（島の大地）の変形であるという。寄進の証文から、そこには教会があった。
16世紀後半のユグノー戦争では、コルヌアイユではギィ・ド・ラ・フォンテネル将軍率いるリーグ側が優勢だった。当時トリスタン島が彼らの本拠地だった。島の統治が委託されていたことから、宗教戦争が終わるまで合意が更新され続けていた。彼らの虐殺行為を忘れなかったスペイン当局が有罪を確信し、彼は1602年9月にグラーヴ広場で拷問死した。ルイ14世時代には、まちがボンネット・ルージュの反乱に関係したことで知られた。
1921年、首長選挙でセバスティアン・ヴェイィが当選したことで、ドゥアルヌネはフランス初の共産党の自治体となった。

## 人口統計
| 1962年 | 1968年 | 1975年 | 1982年 | 1990年 | 1999年 | 2006年 | 2007年 |
| ------ | ------ | ------ | ------ | ------ | ------ | ------ | ------ |
| 19887  | 19705  | 19096  | 17653  | 16457  | 15840  | 15608  | 15436  |

参照元:1962年までCassiniとEHESS1968年以降INSEE · 

## 交通
- バス - コミューンが住民のための公共バスを運行している[6] · [7]。カンペールの鉄道駅や空港へ向かうバス停は1974年に廃止された。

## 言語
2004年12月22日、コミューン議会はYa d'ar brezhoneg憲章を批准した。2008年2月8日、コミューンは憲章のレベル2を付与された。2007年の新学期では、ドゥアルヌネの学童の6.9%がブルトン語との二言語学校に在籍していた。

## 健康
ドゥアルヌネには病院が1箇所、タラソテラピー・センターが1箇所、リハビリテーション・センターが1箇所、老人ホームが3箇所ある。

## 特産
ドゥアルヌネは、1860年以降にパン職人スコルディアが考案したクイニー・アマンで有名である。ブルトン語で「バター菓子」を意味するその名称は、原材料をも示唆している。

## 姉妹都市
- ラシディー、レバノン
- ファルマス、イギリス